# Stefan Fredrich
Stefan Fredrich (* 27. April 1954 in West-Berlin) ist ein deutscher Synchronsprecher, Synchronregisseur und Hörspielsprecher.

## Biografie
Nach dem Abschluss seiner Schulausbildung ging Fredrich zwei Jahre an die Hochschule für Musik und danach für dreieinhalb Jahre an die Schauspielschule „Fritz Kirchhoff“ in Berlin. Anschließend hatte er verschiedene Engagements am Kurfürstendamm-Theater und im Winterhuder-Fährhaus in Hamburg. Er ist die deutsche Standardstimme von Jim Carrey. Neben Jim Carrey synchronisierte er eine Vielzahl weiterer Schauspieler, darunter John Turturro in den meisten seiner Filme, Vince Vaughn, Meat Loaf (z. B. in The Mighty oder Fight Club), Eriq La Salle (in den ersten vier Staffeln der Serie Emergency Room), Drew Carey (Die Drew-Carey-Show) und Bruce Campbell als Sam Axe in der Fernsehserie Burn Notice. In den Filmen Star Wars: Episode I – Die dunkle Bedrohung, Star Wars: Episode II – Angriff der Klonkrieger und in der Serie The Clone Wars sprach er die Rolle des Jar Jar Binks. Darüber hinaus lieh er seine Stimme der Hauptfigur in der Zeichentrickserie Duckman.
Als Dialogregisseur war er für die deutschen Fassungen von Filmen wie Eine wie keine, Big Mamas Haus oder Pitch Black verantwortlich. Zudem verantwortet er seit Man of Steel (2013) die Synchronregie der DC-Verfilmungen.

## Synchronrollen (Auswahl)
Jim Carrey
- 1983: Applaus für Janet als Tony Moroni
- 1983: Spaß am Copper Mountain als Bobby Todd
- 1994: Ace Ventura – Ein tierischer Detektiv als Ace Ventura
- 1994: Dumm und Dümmer als Lloyd Christmas
- 1994: Die Maske als Stanley Ipkiss/ Die Maske
- 1995: Batman Forever als Riddler
- 1995: Ace Ventura – Jetzt wird’s wild als Ace Ventura
- 1996: Cable Guy – Die Nervensäge als Kabelmann
- 1997: Der Dummschwätzer als Fletcher Reede
- 1998: Die Truman Show als Truman Burbank
- 1999: Der Mondmann als Andy Kaufman
- 2000: Der Grinch als Grinch
- 2000: Ich, beide & sie als Charlie/ Hank
- 2001: The Majestic als Peter Appleton
- 2003: Bruce Allmächtig als Bruce Nolan
- 2004: Lemony Snicket – Rätselhafte Ereignisse als Graf Olaf
- 2004: Vergiss mein nicht! als Joel Barish
- 2005: Dick und Jane als Dick Harper
- 2007: Number 23 als Walter Sparrow/ Fingerling
- 2008: Der Ja-Sager als Carl Allen
- 2009: I Love You Phillip Morris als Steven Russell
- 2009: Disneys Eine Weihnachtsgeschichte als Ebenezer Scrooge/ Der Geist der vergangenen Weihnacht/ Der Geist der gegenwärtigen Weihnacht
- 2011: Mr. Poppers Pinguine als Mr. Popper
- 2014: Dumm und Dümmehr als Lloyd Christmas
- 2020: Sonic the Hedgehog als Dr. Ivo Robotnik
- 2022: Sonic the Hedgehog 2 als Dr. Ivo Robotnik
- 2024: Sonic the Hedgehog 3 als Dr. Ivo Robotnik und Professor Gerald Robotnik

John Turturro
- 1994: Quiz Show als Herbie Stempel
- 1995: Clockers als Det. Larry Mazilli
- 1995: Entfesselte Helden als Sid Lidz
- 1996: Der Mond in meiner Hand als Al Fountain
- 1997: Lesser Prophets als Leon
- 1999: Das schwankende Schiff als Aldo Silvano
- 2000: Lushins Verteidigung als Lushin
- 2000: O Brother, Where Art Thou? – Eine Mississippi-Odyssee als Pete Hogwallop
- 2002: Cuba Libre – Dümmer als die CIA erlaubt als Crocker Johnson
- 2003: Die Wutprobe als Chuck
- 2004: Das geheime Fenster als John Shooter
- 2004: Verrat in Venedig – Secret Passage als Paolo Zane
- 2004–2005, 2008: Monk als Monks Bruder Ambrose Monk
- 2007: Transformers als Agent Seymour Simmons
- 2008: Buffalo Soldiers ’44 – Das Wunder von St. Anna als Detective Antonio „Tony“ Ricci
- 2009: Transformers – Die Rache als Seymour Simmons
- 2010: Der Nussknacker als Rattenkönig
- 2011: Transformers 3 als Seymour Simmons
- 2013: Plötzlich Gigolo als Fioravante
- 2014: Exodus: Götter und Könige als Seti
- 2014: Leben und sterben in God’s Pocket als Arthur „Bird“ Capezio
- 2015: Mia madre als Barry Huggins
- 2016: The Night Of – Die Wahrheit einer Nacht (Miniserie) als Jack Stone
- 2017: Transformers: The Last Knight als Seymour Simmons
- 2020: The Plot Against America (Miniserie) als Rabbi Lionel Bengelsdorf
- 2020: Der Name der Rose als William von Baskerville
- 2022: Severance als Irving
- 2022: The Batman als Carmine Falcone

Vince Vaughn
- 2001: Tödliches Vertrauen als Rick Barnes
- 2005: Die Hochzeits-Crasher als Jeremy Klein
- 2006: Trennung mit Hindernissen als Garry
- 2007: Die Gebrüder Weihnachtsmann als Fred Claus
- 2008: Mein Schatz, unsere Familie und ich als Brad
- 2009: All Inclusive als Dave
- 2011: Dickste Freunde als Ronny Valentine
- 2012: Lady Vegas als Rosie
- 2012: The Watch – Nachbarn der 3. Art als Bob
- 2013: Der Lieferheld – Unverhofft kommt oft als David Wozniak
- 2013: Prakti.com als Billy McMahon
- 2015: Big Business – Außer Spesen nichts gewesen als Dan Trunkman
- 2016: Term Life – Mörderischer Wettlauf als Nick Barrow

Oliver Platt
- 1995: Funny Bones – Tödliche Scherze als Tommy Fawkes
- 1996: Einsame Entscheidung als Cayhill
- 1996: Die Jury als Harry Rex Vonner
- 1998: Dr. Dolittle als Dr. Mark Weller
- 1998: The Impostors – Zwei Hochstapler in Not als Maurice
- 1999: Ein Date zu dritt als Peter Steinberg

Meat Loaf
- 1997: Spiceworld – Der Film als Dennis
- 1998: Nathan gibt nicht auf als Red
- 1998: The Mighty – Gemeinsam sind sie stark als Iggy
- 1999: Fight Club als Robert „Bob“ Poulsen
- 2009: Monk als Voodoo-Priester (Folge 8.07)

Chris Farley
- 1993: Die Coneheads als Ronnie
- 1995: Tommy Boy – Durch dick und dünn als Thomas „Tommy“ Callahan III.
- 1996: Black Sheep – Schwarzes Schaf mit weißer Weste als Mike Donnelly
- 1998: Fast Helden als Bartholomew Hunt

Tim Robbins
- 2000: Mission to Mars als Woodrow „Woody“ Blake
- 2003: Mystic River als Dave Boyle
- 2006: Kings of Rock – Tenacious D als Der Fremde

Bill Paxton
- 1992: Trespass – Die Rap–Gang als Vince Gillian
- 1996: Twister als Bill Harding

Stephen Baldwin
- 1993: Posse – Die Rache des Jessie Lee als Jimmy J. „Little J“ Teeters
- 1996: Fled – Flucht nach Plan als Mark Dodge

Denis Leary
- 1994: Gunmen als Armor O’Malley
- 1998: Small Soldiers als Gil Mars

Chris Penn
- 1997: Scharfe Täuschung als Detective Phillip Braxton
- 2000: Cement als Bill Holt

Vincent D’Onofrio
- 1998: U–Bahn–Inferno: Terroristen im Zug als Mr. Blue
- 1999: The 13th Floor – Bist du was du denkst? als Jason Whitney/ Jerry Ashton

Daniel Baldwin
- 1997: The Invader – Killer aus einer anderen Welt als Jack Logan
- 2004: Explosiv – Gefangen im eigenen Haus! als Alpha

LL Cool J
- 1999: Undercover – In Too Deep als Dwayne Gittens/ God
- 2003: S.W.A.T. – Die Spezialeinheit als Deacon „Deke“ Kay

### Filme
- 1987: „Cousin Brucie“ Morrow in Dirty Dancing als Magier
- 1993: Stephen Shellen in Bodyguard als Tom Winston
- 1994: Philip Seymour Hoffman in When a Man Loves a Woman – Eine fast perfekte Liebe als Gary
- 1994: Curtis Armstrong in Chaos Kings als Dudley „Popeleisen“ Dawson
- 1997: Bruce Payne in Running out II – Der Countdown läuft weiter als Jack Terry
- 1997: Bradley Whitford in Red Corner – Labyrinth ohne Ausweg als Bob Ghery
- 1997: Carey Eidel in Vergessene Welt: Jurassic Park als Benjamins Vater
- 1998: Michael Rapaport in Palmetto als Donnely
- 1998: Colin Firth in Shakespeare in Love als Lord Wessex
- 1998: Andre Braugher in Stadt der Engel als Cassiel
- 1999: Jon Favreau in Rocky Marciano als Rocky Marciano
- 1999: Kevin Pollak in End of Days – Nacht ohne Morgen als Bobby Chicago
- 2000: Robbie Gee in Snatch – Schweine und Diamanten als Vinny
- 2000: Glenn Morshower in Survivor – Die Überlebende als Robert Donner
- 2001: Eddie Izzard in Die Männer Ihrer Majestät als Tony
- 2001: Tim Dutton in Gemeinsam stirbt sich’s besser als Alex Hiller
- 2001: Frank Welker in Jimmy Neutron – Der mutige Erfinder als Robbie
- 2001: Tom Sizemore in Pearl Harbor als Earl
- 2002: Tim Dutton in Die Bourne Identität als Eamon
- 2003: Anthony Anderson in Malibu’s Most Wanted als PJ
- 2003: Tom Fisher in Shanghai Knights als Artie Doyle
- 2003: Angus Barnett in Fluch der Karibik als Mullroy
- 2003: Chris Eigeman in Manhattan Love Story als John Bextrum
- 2004: Don Tiffany in Ocean’s 12 als Maler
- 2007: in Das Beste kommt zum Schluss als Flugbegleiter
- 2010: Will Sasso in So spielt das Leben als Josh
- 2012: Quentin Tarantino in Django Unchained als Franky
- 2016: Brad Garrett in Findet Dorie als Puff (Bloat)
- 2016: Sam Raimi in The Jungle Book als Riesenhörnchen
- 2019: Domenick Lombardozzi in The Irishman als Anthony Salerno
- 2023: Bill Murray in Ant-Man and the Wasp: Quantumania als Lord Krylar

### Serien
- 1990–1991: Chris Mulkey in Twin Peaks als Hank Jennings
- 1995: Toshihiko Seki in Robin Hood (Anime) als Gilbert
- 1996–1997: Jason Alexander in Duckman als Eric Duckman
- 1996–2004: Drew Carey in Drew Carey Show als Drew Allison Carey
- 1997–1998: Jeff Bennett in Freakazoid! als Cave Guy
- 2001–2006: Jim Cummings in Powerpuff Girls als Fuzzy Lumpkin
- 2009–2016: Bruce Campbell in Burn Notice als Sam Axe
- 2008: Jason Alexander in Lass es, Larry! als Jason Alexander
- 2011–2020: Taylor Wily in Hawaii Five-0 als Kamekona Tupuola

## Hörspiele (Auswahl)
- 2006: Star Wars 6-CD Hörspielbox: Episoden I-VI, Box-Set, Label: Folgenreich (Universal)
- 2008: Lady Bedfort: Lady Bedfort und die goldenen Felder, Hörplanet, als Nathan Boyd
- 2009: Lady Bedfort: Lady Bedfort und der Weihnachtserpresser, Hörplanet, als Jack